# Нові Суллі
Нові Суллі́ (рос. Новые Сулли, башк. Яңы Сүлле) — село у складі Єрмекеєвського району Башкортостану, Росія. Входить до складу Старосуллинської сільської ради.
Населення — 290 осіб (2010; 326 в 2002).
Національний склад:
- башкири — 68 %
- татари — 31 %